# ТЕС Аль-Авір
25°9′1″ пн. ш. 55°25′30″ зх. д. / 25.15028° пн. ш. 55.42500° зх. д.
ТЕС Аль-Авір – теплова електростанція у Об’єднаних Арабських Еміратах, розташована на південно-східній околиці міста Дубай. 
Головним генеруючим майданчиком емірату Дубай є започаткована в 1979-му ТЕС Джебель-Алі, на якій до середини 1990-х послідовно створили кілька черг – «станція D», «станція E», «станція G». Втім, наступний за часом створення об’єкт – «станцію Н» - розмістили в районі Аль-Авір. Станом на кінець 2010-х вона була обладнана лише встановленими на роботу у відкритому циклі газовими турбінами та зазвичай використовувалась під час підвищеного попиту на електроенергію в літній період (взимку «станція Н» виконує роль резерву). 
В 1998 – 1999 роках на майданчику Аль-Авір стали до ладу 6 турбін потужністю по 101,1 МВт. У 2007-му – 2008-му запустили другу чергу із 3 турбін по 136,3 МВт, а наступного року додали ще 4 більш потужні турбіни з показниками по 204,6 МВт, що довело загальну потужність ТЕС до 1834 МВт.
В 2018-му у клали угоду на спорудження четвертої черги, котра має стати до ладу в кінці 2020 року. Компанія Siemens постачить для неї три газові турбіни SGT5-4000F загальною потужністю 815 МВт та відповідну кількість генераторів SGen5-1200A.
Як паливо станція споживає природний газ. Ще з 1980-х цей ресурс для емірату готує газопереробний завод Джебель-Алі, а з 2001-го до Дубаю через трубопровід Макта – Джебель-Алі також почало надходити блакитне паливо з емірату Абу-Дабі (цей же газопровід наприкінці десятиліття отримав змогу транспортувати газ катарського походження).
Розташована у певному віддалені від морського узбережжя, ТЕС Аль-Авір використовує систему сухого (повітряного) охолодження.
Зв’язок з енергосистемою відбувається по ЛЕП, розрахованій на роботу під напругою 400 кВ.